# Il piccolo Marat
Il piccolo Marat (deutsch: ‚Der kleine Marat‘) ist eine Oper in drei Akten von Pietro Mascagni. Es handelt sich um eine Revolutionsoper im Stil des historischen Verismo. Trotz des großen Erfolges bei der Uraufführung am 2. Mai 1921 im Teatro Costanzi in Rom gehört die Oper heute zu den weniger bekannten Werken Mascagnis.

## Hintergrund
Mascagni beauftragte Giovacchino Forzano mit dem Libretto auf der Grundlage von G. Lenôtres Les noyades de Nantes (1912) und Victor Martins Sous la terreur. Souvenirs d’un vieux Nantais (1906). Nachdem jedoch ein Streit zwischen Forzano und Mascagni zur Beendigung der Zusammenarbeit führte, vollendete Giovanni Targioni-Tozzetti, ein Freund Mascagnis, das begonnene Libretto. Il piccolo Marat ist eine durchkomponierte Oper, setzt aber im Sinne der Dramaturgie auch Arien und Duette ein. Dirigent bei der Uraufführung in Rom war Mascagni selbst.
Der Dreiakter gliedert sich in verschiedene Handlungen und Orte. Das erste Bild findet an einem Herbstabend an einem kleinen Stadtplatz neben einer Brücke statt. Akt zwei und drei spielen im Haus von L'Orco. Neben der Darstellung der Revolution geht es um das Schicksal einer Familie und eine Liebesgeschichte. Laut Hans-Joachim Wagner zeigt das Bühnenwerk „den Sieg des ‚Guten‘ über das ‚Böse‘.“ Da es zudem den „großen Führer“ als „Retter der Nation“ darstellte, ließ es sich propagandistisch für die Zwecke Benito Mussolinis einbinden.